# Methodeonderwijs
Methodeonderwijs is een verzamelnaam voor scholen in Vlaanderen die onderwijs aanbieden volgens een bijzondere pedagogische en didactische methode. In Nederland is de naam methodeonderwijs niet in gebruik. Daar wordt gesproken over 'traditionele vernieuwingsscholen'.

## Soorten methodescholen
Methodescholen baseren zich onder andere op de ideeën van reformpedagogen zoals Helen Parkhurst (Dalton), Celestin Freinet, Rudolf Steiner, Maria Montessori, Peter Petersen (Jenaplan) en Ovide Decroly, of werken volgens het model van het ErvaringsGericht Onderwijs (EGO). De meest bekende scholen zijn  steinerscholen, freinetscholen, montessorischolen, jenaplanscholen, leefscholen en ervaringsgerichte scholen en daltonscholen. Uit de Scandinavische landen is in Vlaanderen en Nederland ook het zgn. LAB-onderwijs (Learning Across Borders) overgewaaid, een kleinschalig onderwijsmodel gebaseerd op integratieve pedagogiek dat de grenzen tussen theoretische, praktische en ervaringsgerichte lessen overschrijdt.

## Leerlingenaantallen
De freinetscholen zijn met 12092 leerlingen in het basisonderwijs de grootste aanbieder. De leefscholen hebben zo'n 3914 kinderen uit het basisonderwijs onder hun vleugels. Steineronderwijs biedt onderdak aan 3231 leerlingen. Ervaringsgericht onderwijs verstrekt onderwijs aan 3055 leerlingen. Montessorischolen noteerden 1.093 leerlingen en de daltonscholen registreerden 1.004 leerlingen. (Cijfers schooljaar 2016-2017)

## Onderwijsnet

#### Vrij onderwijs
De niet-confessionele en onafhankelijke vrije (methode)scholen werken samen binnen het Overlegplatform Kleine Onderwijsverstrekkers (OKO). Het OKO is een overlegplatform voor de volgende onderwijskoepels: het Vlaams Onderwijs Overleg Platform (VOOP), de Federatie voor Onafhankelijke Pluralistische Emancipatorische Methodescholen (FOPEM), de Federatie van Rudolf Steinerscholen en de Raad van inrichtende machten van het protestants-christelijk onderwijs (IPCO). Deze laatste, de School met de Bijbel, is geen methodeschool.

#### Officieel onderwijs
De overige methodescholen behoren tot het officieel onderwijs en worden ingericht door of in opdracht van de overheid: de Vlaamse overheid, de provincies, of de steden en gemeenten.

## Voetnoten
1. ↑  Het LAB-model, Goesting geven om te blijven leren, Labonderwijs. Gearchiveerd op 9 september 2024.
2. ↑  https://web.archive.org/web/20181023234344/https://www.veracelis.be/nieuws/methodeonderwijs-steeds-populairder